# شوکران اصلاح
شوکران اصلاح (دفاعیات عبدالله نوری در دادگاه ویژهٔ روحانیت) متن کامل کیفرخواست دادگاه ویژه روحانیت و دفاعیات حجت‌الاسلام عبدالله نوری، وزیر کشور پیشین و مدیر مسئول و صاحب امتیاز روزنامهٔ بسته‌شدهٔ خرداد، در این دادگاه است. این کتاب در همان سال با استقبال بالای مخاطبین مواجه شد و به چاپ هشتم رسید.

## نام‌گذاری کتاب
عبدالله نوری در مقدمه کتاب علت نام‌گذاری کتاب را این گونه ذکر می‌کند:

دفاعیات خود را شوکران نامیدم تا حکایت‌گر آرزو و آرمانی باشد. امید آن‌که در جمهوری اسلامی نقد مصلحانه و اصلاح‌طلبانه به مثابهٔ شوکرانی، خیرخواهان جامعه را با هزینه‌های سنگین یا حذف مواجه نسازد. اصلاح‌طلبی در عرصهٔ اقتدار باید به عملی عرفی و عادی بدل شود و همچون نسیمی روح‌بخش در عرصه عمومی، ضمیر شهروندان را هربار تازگی و صفای مکرر بخشد.

## کیفرخواست دادگاه

### اتهامات
مقدمهٔ کیفرخواست اتهامات وی را اینگونه ذکر می‌کند:

- توهین و افترا به مسئولین و دستگاه‌های وابسته به نظام و نشر اکاذیب به منظور تشویش اذهان عمومی یا اضرار به غیر و فعالیت تبلیغی علیه نظام.
- مقابله با نظرات و دیدگاه‌های امام قدس سره و اهانت به معظم‌له.
- نشر مطالب خلاف موازین دینی و اهانت به مقدسات مذهبی.